# Classificação por pontos na Volta a Espanha
A classificação por pontos na Volta a Espanha instaurou-se em 1945, sendo uma das classificações secundárias da Volta a Espanha. É uma classificação que não tem em conta o tempo, sina o lugar de chegada a meta. Desde a edição de 2009 esta classificação distingue-se com a camisola verde.

## História
A camisola para distinguir ao líder da classificação por pontos tem variado ao longo do tempo. De 1945 até 2008 outorgava-se a camisola azul, com excepção das edições de 1987 a 1989, nas que foi o verde. Desde o ano 2009 introduziu-se de novo a camisola verde.
- 1945 - 1986: Camisola azul
- 1987 - 1989: Camisola verde
- 1990 - 2008: Camisola azul
- 2009 - Atual: Camisola verde

Uma classificação similar também está presente às outras duas grandes voltas, o Tour de France e Giro d'Italia, mas, a diferença destas, na Volta em Espanha os pontos outorgados são os mesmos, independentemente da etapa.

## Palmarés
| Ano            | Corredores                      | Equipa                    | Pontos        | Outras classificações          |
| Camisola azul  | Camisola azul                   | Camisola azul             | Camisola azul | Camisola azul                  |
| -------------- | ------------------------------- | ------------------------- | ------------- | ------------------------------ |
| 1945           | Delio Rodríguez                 | Independente              | 2347          | Geral                          |
| 1946           | não se corre esta classificação |                           |               |                                |
| 1947           | Delio Rodríguez                 | Independente              | 2347          | -                              |
| 1948           | não se corre esta classificação |                           |               |                                |
| 1949           | não se disputou a Volta         |                           |               |                                |
| 1950           | não se corre esta classificação |                           |               |                                |
| 1951-54        | não se disputou a Volta         |                           |               |                                |
| 1955           | Fiorenzo Magni                  | Itália                    | 128           | -                              |
| 1956           | Rik Van Steenbergen             | Bélgica                   | 98            | -                              |
| 1957           | Vicente Iturat                  | Pirenaico                 | 160           | -                              |
| 1958           | Salvador Botella                | Espanha                   | 202           | -                              |
| 1959           | Rik Van Looy                    | Faema-Guerra              | 148           | -                              |
| 1960           | Arthur Decabooter               | Groene Leeuw-SAS-Sinalco  | 189           | -                              |
| 1961           | Antonio Suárez                  | Faema                     | 194           | -                              |
| 1962           | Rudi Altig                      | Saint-Raphaël             | 143,5         | Geral                          |
| 1963           | Bas Maliepaard                  | Saint-Raphaël             | 130           | -                              |
| 1964           | José Pérez Francés              | Ferrys                    | 167           | -                              |
| 1965           | Rik Van Looy                    | Solo-Supéria              | 243           | -                              |
| 1966           | Jos van der Vleuten             | Televizier-Batavus        | 147           | -                              |
| 1967           | Jan Janssen                     | Pelforth-Sauvage-Lejeune  | 209           | Geral                          |
| 1968           | Jan Janssen                     | Pelforth-Sauvage-Lejeune  | 142           | -                              |
| 1969           | Raymond Steegmans               | Goldor                    | 188           | Metas volantes                 |
| 1970           | Guido Reybrouck                 | Germanvox-Wega            | 199,5         | Combinada                      |
| 1971           | Cyrille Guimard                 | Fagor-Mercier             | 233           | Combinada Metas volantes       |
| 1972           | Domingo Perurena                | KAS-Kaskol                | 224           | -                              |
| 1973           | Eddy Merckx                     | Molteni                   | 215,5         | Geral Combinada Metas volantes |
| 1974           | Domingo Perurena                | KAS-Kaskol                | 210           | -                              |
| 1975           | Miguel María Lasa               | KAS-Kaskol                | 249,5         | -                              |
| 1976           | Dietrich Thurau                 | TI-Raleigh                | 147,5         | -                              |
| 1977           | Freddy Maertens                 | Flandria-Velda            | 369           | Geral Metas volantes           |
| 1978           | Ferdi Van Den Haute             | Marc Zeepcentrale-Superia | 218           | -                              |
| 1979           | Alfons De Wolf                  | Boule d'Or-Lano           | 219           | -                              |
| 1980           | Sean Kelly                      | Splendor-Admiral          | 313           | Metas volantes                 |
| 1981           | Francisco Javier Cedena         | Colchón CR                | 211           | -                              |
| 1982           | Stephan Mutter                  | Puch-Eorotex              | 127           | -                              |
| 1983           | Marino Lejarreta                | Alfa Lum-Olmo             | 188           | -                              |
| 1984           | Guido Van Calster               | Del Tongo                 | 204           | -                              |
| 1985           | Sean Kelly                      | Skil-Sem                  | 223           | -                              |
| 1986           | Sean Kelly                      | KAS-Mavic                 | 253           | Combinada                      |
| Camisola verde |                                 |                           |               |                                |
| 1987           | Alfonso Gutiérrez               | Teka                      | 149           | -                              |
| 1988           | Sean Kelly                      | KAS-Canal 10              | 248           | Geral Combinada                |
| 1989           | Malcolm Elliott                 | Teka                      | 161           | -                              |
| Camisola azul  |                                 |                           |               |                                |
| 1990           | Uwe Raab                        | PDM-Concorde              | 173           | -                              |
| 1991           | Uwe Raab                        | PDM-Concorde              | 169           | -                              |
| 1992           | Djamolidine Abdoujaparov        | Corrida Jeans             | 157           | -                              |
| 1993           | Tony Rominger                   | CLAS-Cajastur             | 247           | Geral Montanha                 |
| 1994           | Laurent Jalabert                | ONZE                      | 243           | -                              |
| 1995           | Laurent Jalabert                | ONZE                      | 312           | Geral Montanha                 |
| 1996           | Laurent Jalabert                | ONZE                      | 237           | -                              |
| 1997           | Laurent Jalabert                | ONZE                      | 206           | -                              |
| 1998           | Fabrizio Guidi                  | Team Polti                | 206           | -                              |
| 1999           | Frank Vandenbroucke             | Cofidis                   | 129           | -                              |
| 2000           | Roberto Heras                   | Kelme-Costa Blanca        | 136           | Geral                          |
| 2001           | José María Jiménez              | ibanesto.com              | 130           | Montanha                       |
| 2002           | Erik Zabel                      | Team Telekom              | 188           | -                              |
| 2003           | Erik Zabel                      | Team Telekom              | 181           | -                              |
| 2004           | Erik Zabel                      | T-Mobile Team             | 152           | -                              |
| 2005           | Alessandro Petacchi             | Fassa Bortolo             | 169           | -                              |
| 2006           | Thor Hushovd                    | Crédit Agricole           | 199           | -                              |
| 2007           | Daniele Bennati                 | Lampre-Fondital           | 147           | -                              |
| 2008           | Greg Van Avermaet               | Silence-Lotto             | 158           | -                              |
| Camisola verde |                                 |                           |               |                                |
| 2009           | André Greipel                   | Team Columbia-HTC         | 150           | -                              |
| 2010           | Mark Cavendish                  | Team HTC-Columbia         | 156           | -                              |
| 2011           | Bauke Mollema                   | Rabobank                  | 122           | -                              |
| 2012           | Alejandro Valverde              | Movistar Team             | 199           | Combinada                      |
| 2013           | Alejandro Valverde              | Movistar Team             | 152           | -                              |
| 2014           | John Degenkolb                  | Team Giant-Shimano        | 169           | -                              |
| 2015           | Alejandro Valverde              | Movistar Team             | 118           | -                              |
| 2016           | Fabio Felline                   | Trek-Segafredo            | 100           | -                              |
| 2017           | Chris Froome                    | Team Sky                  | 158           | Geral Combinada                |
| 2018           | Alejandro Valverde              | Movistar Team             | 131           | -                              |
| 2019           | Primož Roglič                   | Team Jumbo-Visma          | 155           | Geral                          |
| 2020           | Primož Roglič                   | Team Jumbo-Visma          | 204           | Geral                          |
| 2021           | Fabio Jakobsen                  | Deceuninck-Quick Step     | 250           | -                              |

### Ciclistas com mais vitórias
| Pos. | Ciclista           | Vitórias | Anos                   |
| ---- | ------------------ | -------- | ---------------------- |
| 1    | Sean Kelly         | 4        | 1980, 1985, 1986, 1988 |
| 1    | Laurent Jalabert   | 4        | 1994, 1995, 1996, 1997 |
| 1    | Alejandro Valverde | 4        | 2012, 2013, 2015, 2018 |
| 4    | Erik Zabel         | 3        | 2002, 2003, 2004       |
| 5    | Rik Van Looy       | 2        | 1959, 1965             |
| 5    | Jan Janssen        | 2        | 1967, 1968             |
| 5    | Uwe Raab           | 2        | 1990, 1991             |
| 5    | Primož Roglič      | 2        | 2019, 2020             |

### Vencedores por país
| Pos. | País          | Último vencedor                 | Vitórias |
| ---- | ------------- | ------------------------------- | -------- |
| 1    | Espanha       | Alejandro Valverde (2018)       | 17       |
| 2    | Bélgica       | Greg Van Avermaet (2008)        | 13       |
| 3    | Alemanha      | John Degenkolb (2014)           | 9        |
| 4    | Países Baixos | Fabio Jakobsen (2021)           | 6        |
| 5    | França        | Laurent Jalabert (1997)         | 5        |
| 5    | Itália        | Fabio Felline (2016)            | 5        |
| 7    | Irlanda       | Sean Kelly (1988)               | 4        |
| 8    | Reino Unido   | Chris Froome (2017)             | 3        |
| 9    | Suíça         | Tony Rominger (1993)            | 2        |
| 9    | Eslovênia     | Primož Roglič (2020)            | 2        |
| 11   | Noruega       | Thor Hushovd (2006)             | 1        |
| 11   | Uzbequistão   | Djamolidine Abdoujaparov (1992) | 1        |